# Цаговский лес

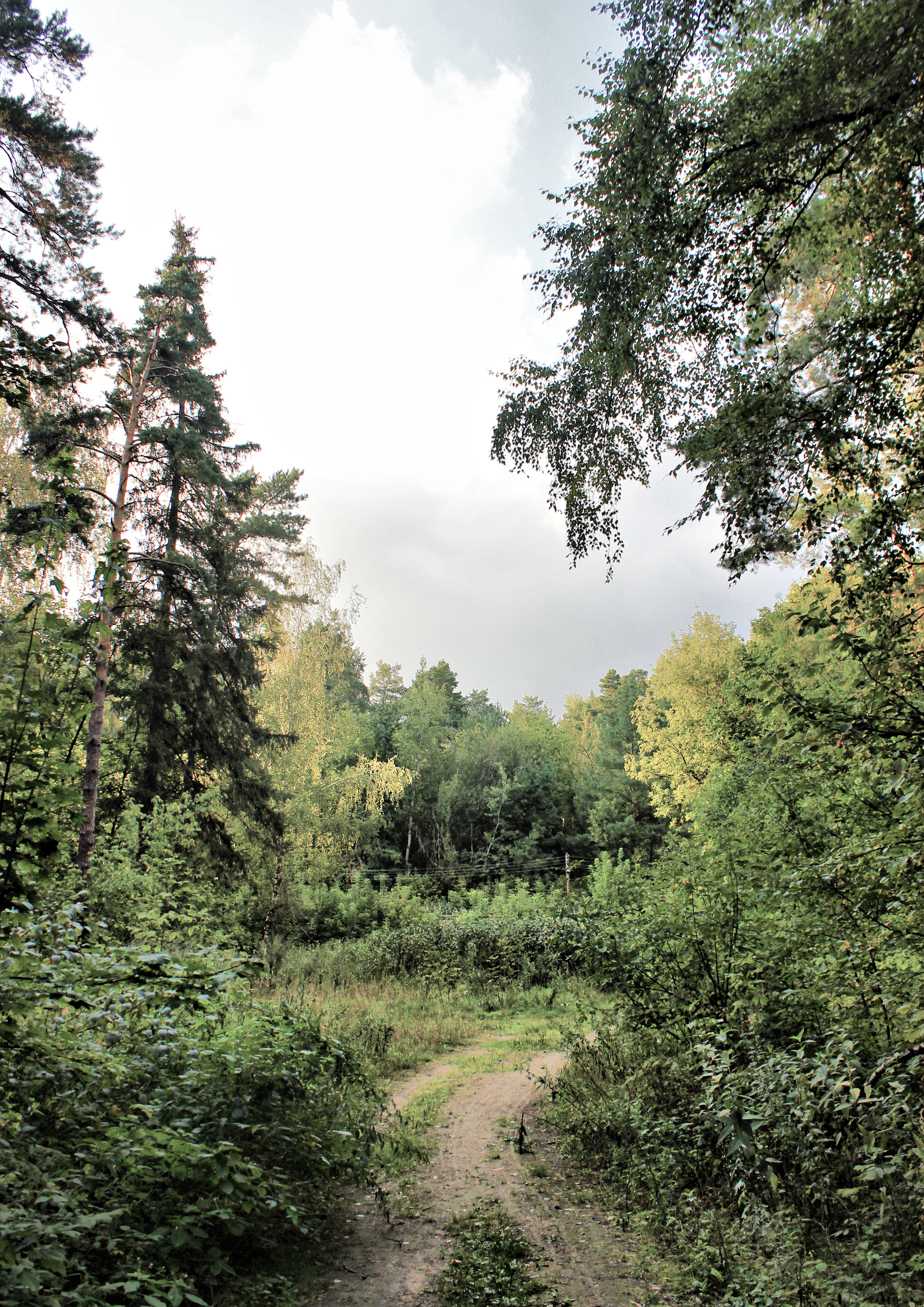
Цаговский лес, 2012 год

Ца́говский лес (Жуковский лесопарк, Жуклес) — неофициальное название векового соснового бора, расположенного в городе Жуковский Московской области, и примыкающего к Центральному Аэрогидродинамическому Институту (ЦАГИ), от которого произошло его название. Лес приобрёл известность в связи с протестом против строительства подъезда к аэродрому ЛИИ им. Громова от автомобильной дороги М-5 «Урал».
Цаговский лес расположен между основными территориями научных институтов ЦАГИ и ЛИИ. В Советские годы ЛИИ проводил регулярные испытания летной техники, и лес являлся буфером безопасности — отделял город от взлетно-посадочной полосы. В годы Великой Отечественной войны, с северо-западной стороны, на пригорке были установлены зенитные орудия.
Лес является частью лесозащитного пояса Москвы. В 1982 году решением Совета народных депутатов Жуковского лесу был присвоен природоохранный статус ООПТ местного значения, который был отменен судом в 2010 году. До вырубки 2012 года территория Цаговского леса составляла более 100 га.

## Флора и фауна
Флора Цаговского леса, сосновый бор. В лесу произрастают ели, сосны. Лес богат грибами, ягодами. Кроме того, в лесу произрастают некоторые растения, занесённые в Красную книгу Московской области. Также встречается оруссус паразитический, занесенный в Красную Книгу России.

## Роль леса в экосистеме
Лес оказывает положительное влияние на жизнедеятельность жителей прилегающих к нему районов Московской области и Москвы. Является местом отдыха для многих жителей города Жуковский.

### Строительство подъездной дороги
Впервые план строительства дороги для скоростного подъезда на авиасалон МАКС возник в 2008 году, при подписании Владимиром Путиным плана о создании в Жуковском Национального центра авиастроения. Он был одобрен мэром города Бобовниковым в 2009 году. Строительство дороги «Подъезд к г. Жуковский (ЛИИ им. Громова) от автомобильной дороги М-5 „Урал“» ведется Мосавтодором и является частью Генплана развития города. В связи с этим протест граждан в Жуковском обоснован не только вопросом утери леса — но и сменой статуса основополагающих научных учреждений города, в том числе изменении статуса Летно-Исследовательского Института им. Громова, и создании на его территории транспортного терминала. Критики проекта Национального Центра Авиастроения считают, что его создание не связано с развитием испытательного центра, но преследует лишь коммерческие цели.
Долгое время в городе обсуждался проект «объездной» дороги, которая должна пройти вокруг города, уводя в объезд трафик города Раменское, это, в том числе, входило в предвыборную программу Бобовникова. В ходе борьбы за лес было озвучено несколько альтернативных вариантов строительства дороги, и некоторые из них были предложены гражданами на публичных слушаниях ещё в 2009 году, но были проигнорированы.
Соответственно Генплану города, на территории Цаговского леса помимо подъездной дороги планируется создание «зоны специального назначения площадью 1,2 га, на территории которой построят фешенебельную гостиницу». Этот комплекс сделает невозможным свободное использование леса горожанами.
Согласно проекту строительства дороги вырубке подлежит 12 га леса, но в результате геодезической экспертизы было выявлено, что вырублено на 3.7 га леса больше, чем запланировано.
8 августа 2013 года дорога, которая стоила мэру Александру Бобовникову места, а местным жителям леса, была торжественно открыта. Новый мэр Жуковского Андрей Войтюк уклончиво упомянул об истории строительства дороги как о «неприятных событиях».

### Вырубка
Вырубка Цаговского леса началась в ночь на 21 марта 2012 года, и проходила под усиленной охраной полиции, ДПС и ЧОП при выключенном уличном освещении. Несмотря на формальное противоречие этих действий статье 105 Лесного кодекса РФ, которая запрещает вырубку леса в чертах города, 19 марта 2012 года администрацией был подписан порубочный билет. Документально в плане строительства дороги Цаговский лес был оформлен как «древесно-кустарниковая растительность». Изменение статуса леса, памятника природы местного значения, данного ему в 1982 году, использовалось, чтобы манипулировать документами на строительство.

### Протест

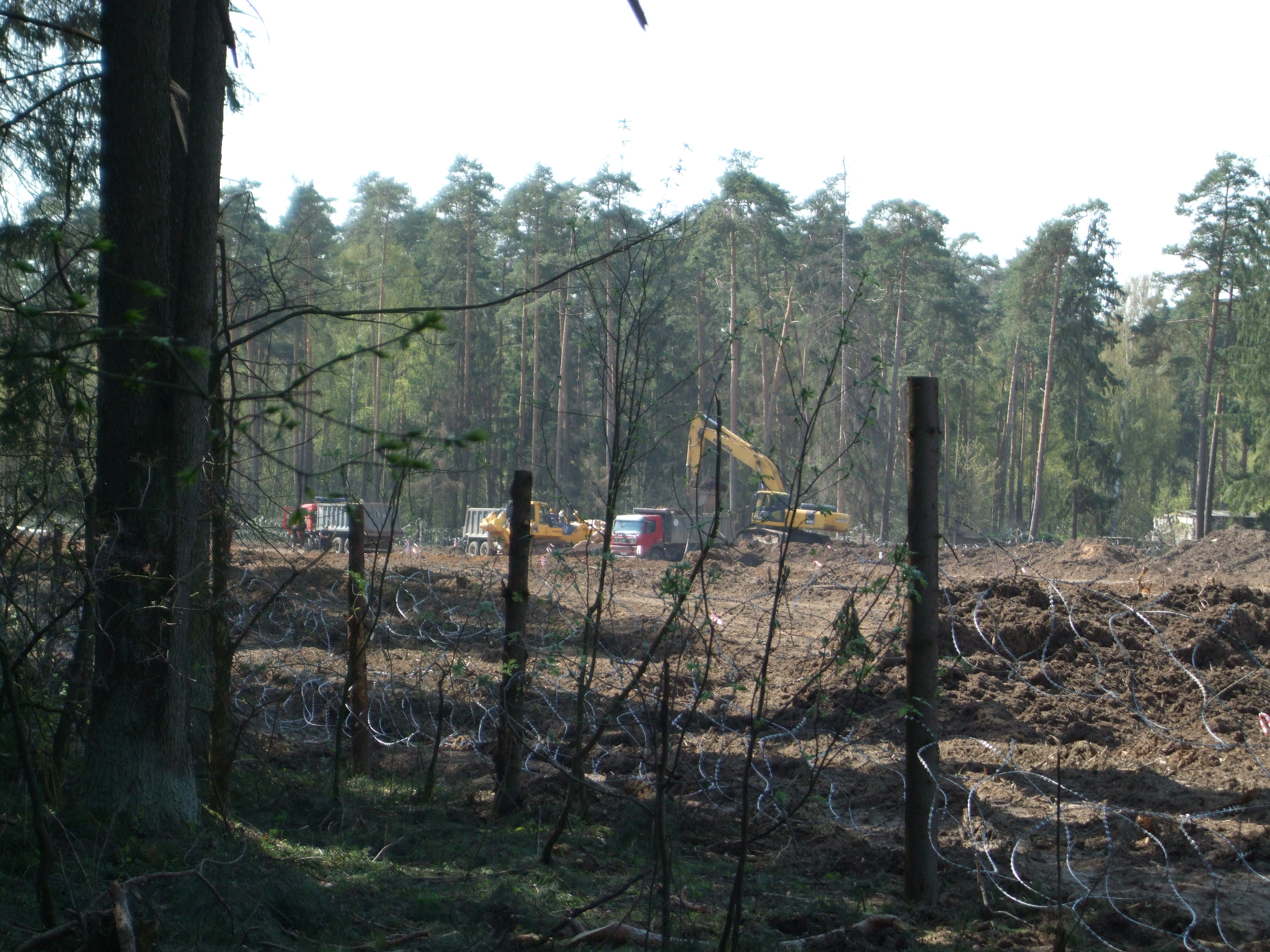
Строительство подъездной дороги к ЛИИ им. Громова от Рязанского шоссе на участке через Цаговский лес. Снимок сделан 28 апреля 2012 года

За ночной вырубкой леса последовала волна протеста. Один из первых митингов проведенных горожанами назывался «Похороны Цаговского леса», в ходе которого Жуковчане возложили ветви уничтоженных деревьев к зданию городской администрации, и 7 апреля на границе просеки при поддержке защитников Химкинского леса и Евгении Чириковой был установлен активистский лагерь.
21 апреля 2012 во время народного схода и гражданский акции по снесению незаконно установленных заграждений, обусловленной отсутствием документов на строительство, ЧОП «Витязь» вступил в драку с многочисленными активистами. В столкновении участвовали около 1500—2000 человек, и известно, что в результате несколько подростков получили травмы, среди которых известный молодой журналист Андрей Новичков. Депутат Илья Пономарев описывает эти события:
В Цаговском лесу началась настоящая война. После народного схода две сотни защитников леса начали ломать забор на просеке и сносить столбы с железной проволокой, натянутой вокруг эколагеря. Десятки сотрудников ЧОП «Витязь» уже были готовы к бою, держа в руках дубинки. Как только сломали все ограждения, началась массовая драка. Так называемые витязи били людей ногами, добивали лежачих. Кто-то из активистов распылил газ. Потом на помощь охранникам приехал ОМОН и задержал 36 человек, среди которых не было ни одного сотрудника ЧОП «Витязь».Илья Пономарев
Впоследствии прокуратура не признала действия сотрудников ЧОП противозаконными, но указала, что они содействовали сотрудникам полиции.
Лагерь активистов был разогнан полицией 14 мая, в связи со введенной в Цаговском лесу чрезвычайной ситуацией. В ходе последовавшего 19 мая народного схода, в котором приняли участие около 200 человек, около 20 участников были задержаны, в том числе будущая узница 6 мая Александра Духанина и Химкинский Заложник Алексей Гаскаров. Большинство задержанных были оформлены по статье 19.3 КоАП РФ, и отпущены до суда, но трое из них были оставлены под арестом. Задержанным было отказано в передаче воды и еды. С момента уничтожения лагеря в городе регулярно проходили одиночные пикеты и флешмобы в защиту леса.
В результате, после посещения места вырубки новоназначенным губернатором Подмосковья Сергеем Шойгу, при помощи местного отделения МЧС лагерь активистов был восстановлен, и планируемая на территории ещё живого леса застройка заморожена: «Стройка идёт, лес вырублен, граждане возмущаются. Если есть необходимость выпустить постановление губернатора о том, чтобы больше ни одного дерева здесь не упало, то я это сделаю» — заявил Шойгу мэру Жуковского в присутствии прессы.
Кроме прямых протестный действий, активисты делали попытки оспорить уничтожение городского леса в судебном порядке, но они ни к чему не привели. Заявления в прокуратуру по поводу вырубки в вредительства так же делал Гринпис России.
В защите Цаговского леса в той или иной мере участвуют активисты разных политических взглядов. Например, акции по защите леса так же устраивали активисты движения «НАШИ», и проправительственные экологи молодёжного движения «Местные».

### Визит губернатора
Губернатор Сергей Шойгу посетил Жуковский 19 июня 2012, и в ходе визита жестко критиковал сложившуюся ситуацию, в том числе то, что в Генплане развития города лес обозначен как «древесно-кустарниковая растительность» — статус, законодательно позволяющий его дальнейшее уничтожение. Событие освещалось центральными телеканалами. Однако, строительство дороги, несмотря на нарушение законодательства, не было приостановлено, а в городе была создана комиссия по кадастрированию лесов, которая включила в себя представителей городской администрации, активистов и журналистов газеты «Жуковские Вести».

### Интересные факты
После нападения неизвестных на администрацию города Химки, 21 августа 2010 года в Жуковском были задержаны около 77 молодых людей, которые ехали на концерт. ГУВД Московской области посчитало, что концерт является прикрытием для акции, аналогичной прошедшей в Химках, так как в городе планировалась вырубка Цаговского леса, и совершило превентивный арест. Двое из задержанных, по их утверждению, были подвержены пыткам. Участник химкинских событий, Алексей Гаскаров прокомментировал эти события:
...нельзя забывать, что появление антифашистов в Химках было вызвано в первую очередь тем, что для разгона лагеря экологов, протестующих против уничтожения химкинского леса, подрядчик, занимающийся вырубкой, нанял зачем-то праворадикальных футбольных фанатов [...] Но вот зачем антифашистам надо было приезжать в Жуковский - неясно. Здесь что, как в Химках, убивали и калечили журналистов, избивали экологов? 